# SimpleShop
SimpleShop je česká SaaS aplikace, vyvinutá softwarovou společností Redbit s. r. o. se sídlem v Kolíně. Umožňuje automatizaci prodeje především digitálních produktů prostřednictvím prodejního formuláře integrovaného do vlastního webu. Kromě digitálních produktů podporuje také prodej menšího množství fyzických produktů.
SimpleShop poskytuje možnost integrace prodejního formuláře s webovými stránkami založenými nejen na redakčních systémech WordPress, Mioweb a Wix. Tato integrace je realizována prostřednictvím vložení zdrojového kódu do příslušné webové šablony. Alternativně lze využít prodejní stránku, která je hostována přímo na platformě SimpleShop.

## Historie
Projekt SimpleShop byl oficiálně spuštěn ve druhé polovině roku 2016. Impulzem pro jeho vznik bylo oslovení tvůrce Vyfakturuj.cz, Martina Dostála, marketingovým poradcem Danielem Nytrou, který navrhl rozšíření stávající fakturační aplikace Vyfakturuj.cz o prodejní formulář.
Podnět k vývoji aplikace vzešel z nespokojenosti s dosavadními prodejními systémy. V roce 2022 došlo k nárůstu uživatelů. V této době využívalo tuto platformu více než 9 000 prodejců.
SimpleShop je jedním ze dvou klíčových projektů společnosti Redbit s. r. o. Druhým projektem je Vyfakturuj.cz.

## Funkce
SimpleShop je komplexní SaaS aplikace, která poskytuje širokou škálu funkcí zaměřených na usnadnění prodeje digitálních i menšího množství fyzických produktů. Jednou z klíčových funkcí je automatizace prodeje, která zahrnuje automatické odesílání digitálních produktů zákazníkům po nákupu a automatizovanou fakturaci a správu plateb. Platforma podporuje prodej různých typů digitálních produktů, jako jsou e-knihy, online kurzy, vstupenky a členství, stejně jako menší množství fyzických produktů. Pro marketingové účely nabízí SimpleShop nástroje pro vytváření slevových kupónů.
SimpleShop nabízí řadu funkcí, které rozšiřují základní možnosti platformy a usnadňují její používání. Mezi tyto funkce patří nastavení vlastního vzhledu prodejního formuláře, vzhledy faktur, podpora účetních systémů, API, vlastní číselné řady, členské sekce, automatické odesílání objednávek a faktur.

## Napojení na externí systémy
SimpleShop je kompatibilní s populárními redakčními systémy jako WordPress, Mioweb a Wix, což zajišťuje flexibilitu při implementaci do různých webových platforem. Aplikace je integrovatelná s e-mailovými marketingovými nástroji, jako je Ecomail, Mailchimp, SmartEmailing a další. Správa zákazníků je zjednodušená díky udržování databáze zákazníků. Platforma také nabízí podporu různých platebních metod, včetně platebních karet a online bankovnictví, a umožňuje integraci s platebními bránami jako GoPay, ThePay a PayPal.

## Mobilní aplikace
SimpleTicket představuje mobilní aplikaci vyvinutou platformou SimpleShop za účelem usnadnění kontroly vstupenek prodaných v rámci systému SimpleShop. Aplikace je navržena pro organizátory akcí a je k dispozici pro zařízení s operačními systémy Android a iOS i Huawei. Toto řešení je vhodné pro nejrůznější akce od 10 do 10 000 účastníků.